# Lycideops
Lycideops — вимерлий рід тероцефалів пізньої пермі в ПАР. Типовим видом є Lycideops longiceps, названий у 1931 році південноафриканським палеонтологом Робертом Брумом. Скам'янілості Lycideops походять із зони накопичення Dicynodon групи Бофорта. Ліцидеопс належить до родини ліцидеопсових. Як і інші ліцидеопіди, ліцидеопс має довгу морду.